# Euryèce
 (janvier 2021).
Si vous disposez d'ouvrages ou d'articles de référence ou si vous connaissez des sites web de qualité traitant du thème abordé ici, merci de compléter l'article en donnant les références utiles à sa vérifiabilité et en les liant à la section « Notes et références ».
Du grec eurus, qui signifie "large", et oikos "lieu d'habitation",  euryèce est un adjectif caractérisant une espèce ayant une grande valence écologique, c'est-à-dire pouvant coloniser de nombreux habitats ou des milieux très divers, car supportant d'importantes variations de facteurs écologiques tels que la lumière, l'acidité, la pression, la température...

## Vocabulaire
Si la valence ne concerne que la température on dit que l'espèce est eurytherme. 
Si elle ne concerne que la salinité, on dit que l'espèce est euryhaline...
L'adjectif contraire d'euryèce est sténoèce, sténo, signifiant "réduit".
Les espèces euryèces peuvent être spécialisées et coloniser un habitat que peu d'autres espèces peuvent occuper, ou n'avoir pas ou peu d'exigence particulière et alors pouvoir s'installer dans des habitats très différents. Ces dernières sont souvent des espèces dites "rustiques" et "ubiquistes", à grandes capacités de diffusion géographique et qui sont parfois envahissantes ou invasives.